# 이숙정
이숙정(李叔庭, 1975년 11월 9일 ~ )은 대한민국의 정치인으로, 성남시의원직을 역임했다. 민주노동당 소속이었으나 2011년 1월 판교주민센터 난동 사건 이후 탈당하였으며, 같은 해 7월 1일에 성남시의회에 의해 시의원직에서 제명되었다.

## 학력과 경력
이숙정은 서울대학교 아동가족학과 박사과정을 수료하였다. (시의원 후보 홍보자료에서는 서울대학교에서 학사 및 석사 학위를 취득한 것으로 기재하였으나 이를 제외한 성남시의회 프로필 및 주요 포탈 프로필에서는 박사과정 수료만이 등록되어 있다. 박사과정 수료란 논문심사를 정상적으로 통과하지 못하거나 논문을 제출하지 않아 학위를 취득하지 못하고 마친 상태를 말한다.) 하이닉스 반도체 어린이집 원장을 역임하였으며, 나사렛대, 신구대, 명지대, 서원대, 방송통신대에서 강사로 근무했으며, 현재 푸른학교 이사를 맡고 있다.
2010년, 제5회 전국동시지방선거에서 민주노동당 소속 야권 단일후보로 출마해 성남시 의원으로 당선됐다.

## 판교주민센터 난동 사건
2011년 1월 27일, 판교주민센터의 일반 공공근로자 이아무개(23)와 통화하던 중, 불친절하게 자꾸 자신의 이름을 되묻는다는 이유로 주민센터를 찾아가 난동을 피워 파문이 일었다. 이숙정은 판교주민센터에 들어오자마자 구두를 벗어 바닥에 집어던진 뒤 서류뭉치와 가방을 아르바이트생 이아무개를 향해 던지고 이아무개의 머리채를 잡는 등 난동을 피웠다.
사건 나흘 후인 1월 31일 여직원 이아무개는 모욕 혐의로 이숙정을 분당경찰서에 고소했으나, 2월 9일 '이숙정 의원의 가족으로부터 충분한 사과를 받았다'며 취하했다.
이숙정은 2월 1일 저녁 오마이뉴스 시민기자와의 인터뷰에서 여직원의 머리채는 잡았지만 폭행한 적은 없고, 또한 이아무개가 당시 자신에게 사과를 했는데 나중에 고소한게 이해되지 않는다고 밝혔다. 아울러 당시 상황에 대해, 설을 앞두고 주민센터에서 자신의 집으로 수차례 선물이 배달되어 선물을 배달하는 공익요원들에게 거부의사를 밝혔으나 개선되지 않아 전화한 것이었다고 해명했다.
2월 2일, 민주노동당 이정희 대표는 결코 있어서는 안될 일이 일어난데 대해 피해자와 국민에게 사과하는 한편, 당 전체가 이 사건에 대해 가장 무겁고 단호한 조치로 책임지겠다고 밝혔다. 징계가 내려지기 전인 2월 7일, 이숙정은 민주노동당을 자진 탈당했다.

## 미용실 난동 사건
2010년 9월 성남시 분당구 수내동의 한 미용실에서 300만원이 든 지갑을 잃어버렸다며 경찰을 동행해 한바탕 소란을 피웠다. 그는 "지갑에 현금 300만원이 있었는데 여기서 없어진 게 분명하다"며 미용실 내 CCTV를 확인 및 직원들의 몸수색, 소지품·사물함·쓰레기통 등을 샅샅이 뒤졌다. 하지만 아무 증거도 발견되지 않았고 이 의원의 지갑은 다음 날 자신의 사무실에서 발견된 것으로 알려졌다.
미용실 직원들은 평소에도 "이 의원이 올 때마다 '내가 누군지 모르냐'고 해 이상하게 생각했다"며 "시간이 지나긴 했지만 이 의원을 무고죄로 경찰에 고소할 계획"이라고 밝혔다.

## 시의원직 제명
판교주민센터 난동 사건 후에 성남시의회는 윤리특별위원회를 개최, 이숙정에 대한 징계안을 상정하여 재적 의원 34명 중 33명이 투표했으나, 민노당과 같이 연합 공천했던 민주당 의원들의 불참으로 정족수인 2/3에 미치지 못하는 20명의 찬성으로 부결되었다.
이 과정에서 한나라당과 민주당이 제명처리 문제를 놓고 갈등을 빚어 왔으며, 징계가 미루어지자 시민들의 비난이 빗발쳤다.  결국 2011년 7월 1일에 시의회가 정상화되면서, 재적의원 34명 중 31명이 출석한 가운데 비공개회의 직후 표결에서 찬성 26표, 반대 2표, 기권 3표로 징계를 가결, 의원직에서 제명이 되었다.

## 역대 선거 결과
| 실시년도 | 선거      | 대수 | 직책   | 선거구                  | 정당       | 득표수   | 득표율          | 순위 | 당락 | 비고           |
| -------- | --------- | ---- | ------ | ----------------------- | ---------- | -------- | --------------- | ---- | ---- | -------------- |
| 2010년   | 지방 선거 | 6대  | 시의원 | 경기 성남시 (타 선거구) | 민주노동당 | 14,294표 | \| \| 37.54% \| | 1위  |      | 초선, 민선 5기 |
|          | 37.54%    |      |        |                         |            |          |                 |      |      |                |

## 참고 자료
- 성남시의회 이숙정 프로필[깨진 링크(과거 내용 찾기)]